# Constantim (Miranda do Douro)
Constantim (Portugees) of Custantin (Mirandees) is een plaats (freguesia) in de Portugese gemeente Miranda do Douro en telt 117 inwoners (2001).